# Rick Wallace
Rick Wallace é um diretor e produtor de televisão estadunidense. Conhecido por trabalhar em Smallville, L.A. Law, Doogie Howser, M.D. e The Closer.

## Filmografia

### Diretor
- The Closer
- Women's Murder Club
- Men in Trees (2006)
- Commander in Chief (2005)
- Law & Order: Special Victims Unit (2003)
- Smallville (2001)
- NYPD Blue
- Las Vegas
- L.A. Law (1990)
- Doogie Howser, M.D.
- City of Angels
- Medical Investigation
- Law & Order
- Philly
- Bay City Blues
- Karen Sisco
- Ed
- Murder One
- Martial Law
- Law & Order: Criminal Intent
- Beggars and Choosers
- The Pretender
- Early Edition
- Nash Bridges
- Fantasy Island
- Hill Street Blues

### Produtor
- The Closer (Ongoing {2005-2009})
- Men in Trees (2006)
- The Pretender (1996)
- Doogie Howser, M.D. (1989)
- L.A. Law (1988–1993)